# بوابة رمسيس

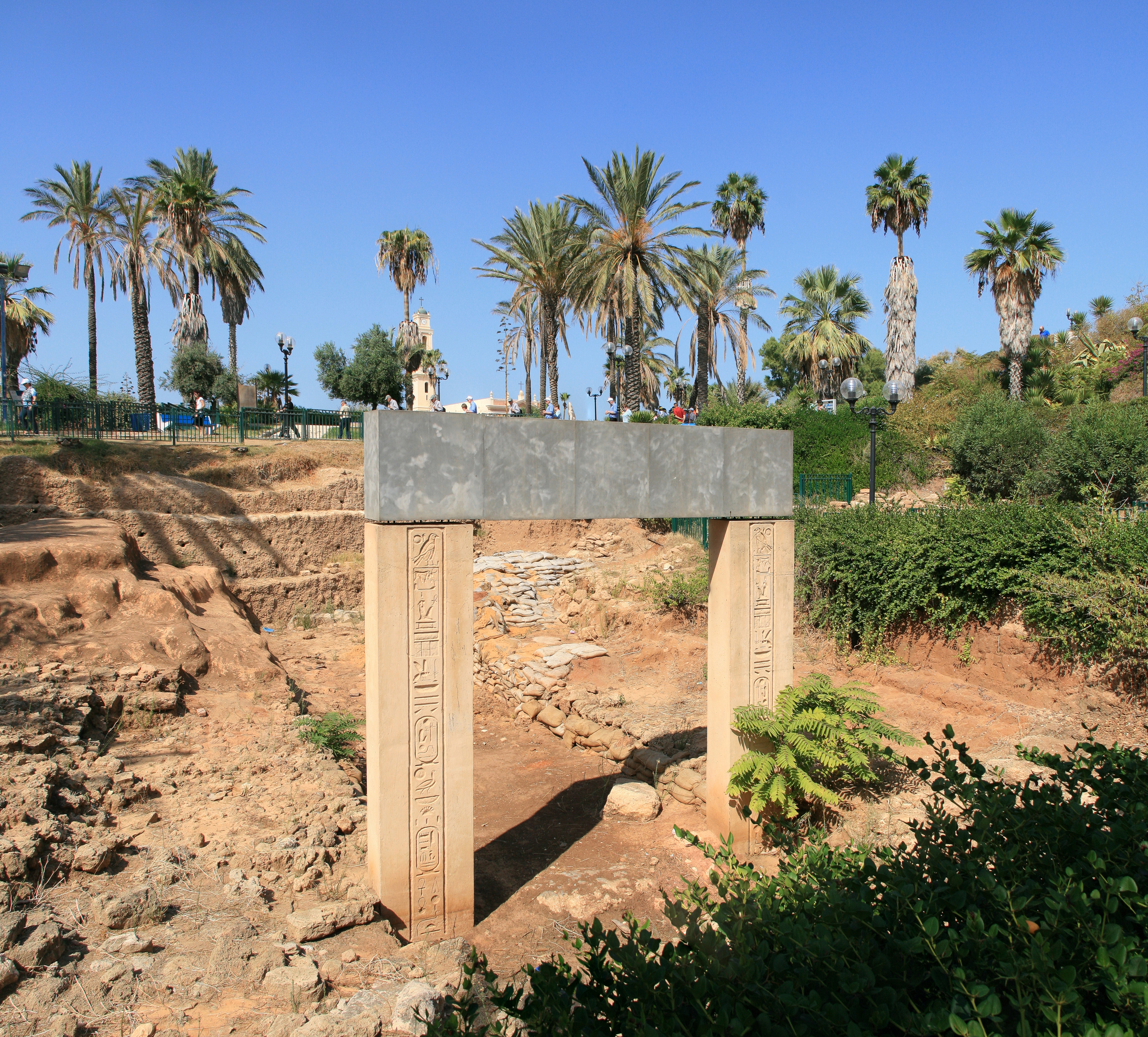
بوابة رمسيس في يافا

بوابة رمسيس هي بوابة أثرية تعود لعهد الملك المصري رمسيس الثاني توجد في مدينة يافا بفلسطين

## الاكتشاف والتاريخ
تعود بوابة رمسيس في يافا إلى فترة الحكم المصري لكنعان خلال عهد رمسيس الثاني، تم اكتشاف بقايا مجتمع من نهاية القرن السابع عشر والنصف الأول من القرن السادس عشر قبل الميلاد في منطقة التنقيب المركزية التي تقع حاليًا في حديقة بوابة رمسيس. من أواخر العصر البرونزي (النصف الأخير من القرن السادس عشر والقرن الخامس عشر قبل الميلاد) تم اكتشاف بقايا مبانٍ شُيدت من الآجر على أساسات حجرية.
من العصر البرونزي المتأخر (1300-1400 قبل الميلاد)، تم اكتشاف ثلاث طبقات مستوطنة: في الطبقة السفلية، تم اكتشاف بقايا هياكل ومخزن حبوب مبني من أحجار غير ممزقة. وفوقها نجد بقايا بوابة مدخل قصر فخم من فترة الملك المصري رمسيس الثاني (1237-1304 قبل الميلاد).
بين عامي 1956 و 1962، اكتشف جاكوب كابلان شظايا من الواجهة الضخمة التي كانت تزين مدخل البوابة في قلعة رمسيس الثاني (حوالي 1279-1212 قبل الميلاد) خلال أعمال التنقيب في يافا.
تم بناء العمل الفني للبوابة من الحجر الرملي الصلب والمنحوت، ونقشت فيه الحروف الهيروغليفية المصرية التي تحمل عناوين وأجزاء من اسم رمسيس الثاني. تم بناء الجدران من الطوب وفوقها بقايا البوابة (تم العثور على المحور البرونزي لبوابة خشبية) والحصن المصري الذي دمر في حريق هائل (نهاية القرن الثالث عشر وبداية القرن الثاني عشر قبل الميلاد).